# Directors Guild of America
Pour les articles homonymes, voir DGA.
La Directors Guild of America ou DGA (La Guilde des réalisateurs d'Amérique en français), est un syndicat professionnel qui représente les intérêts des réalisateurs de cinéma et de télévision dans l'industrie américaine du cinéma. Initialement nommée Screen Directors Guild en 1936, elle devint la Directors Guild of America en 1960. Elle compte aujourd'hui plus de treize mille membres répartis sur tout le territoire américain, dans les domaines du cinéma, de la télévision et du spectacle en général.

## Rôle et fonctions
En sa qualité de syndicat, la DGA représente les réalisateurs, les assistants réalisateurs et un certain nombre de professions annexes. En 2005, elle représentait 13 000 professionnels. Outre son siège social, situé sur le Sunset Boulevard, dans Hollywood, elle possède deux bureaux, l'un à Chicago et l'autre à New York.
La DGA passe avec les sociétés de production audiovisuelle des accords qui stipulent non seulement les conditions de travail et de salaire de ses membres, mais aussi une obligation pour ces sociétés d'embaucher uniquement des professionnels membres de la DGA, dans les domaines de son champ d'application. De même, les adhérents à la DGA n'ont généralement pas le droit de travailler pour les sociétés qui n'ont pas conclu d'accord avec le syndicat. Pour contourner ces restrictions, il arrive que de nouvelles sociétés soient mises sur pied à la seule fin de la production d'un film donné, l'accord étant alors conclu avec la DGA dans le seul cadre du film en question.
Tous les réalisateurs américains ne font cependant pas partie de la Directors Guild of America : ainsi, certains réalisateurs célèbres, comme George Lucas, Quentin Tarantino ou Robert Rodriguez, notamment, ont refusé d'adhérer ou ont quitté le syndicat en raison de divergences de points de vue, ou de refus de règle. Toutefois, les non-adhérents ne peuvent pas travailler pour les studios de cinéma les plus importants, puisqu'il existe entre ces derniers et la DGA des accords stipulant que tous les réalisateurs employés doivent être membres du syndicat.
Outre son rôle en matière de conditions de travail et de salaire, la DGA sert aussi à protéger les « droits d'auteur » des réalisateurs, notamment en assurant une définition de leur rôle, en instaurant la règle « un film, un réalisateur » et en leur garantissant un droit de regard sur le montage de leur film (voir aussi director's cut). Ces garanties visent à contrebalancer le pouvoir que les producteurs peuvent parfois exercer sur le réalisateur au cours du processus de production d'un film.
La règle « un film, un réalisateur », selon laquelle un film ne peut avoir qu'un seul réalisateur, instaurée à la base dans le but d'empêcher les pressions que pourraient exercer des producteurs ou des acteurs pour être crédités de la réalisation au générique, constitue l'un des chevaux de bataille de la Directors Guild. Il n'existe à cette règle que de très rares dérogations, clairement définies par le syndicat, qui concernent des équipes de réalisation reconnues telles que les Wachowskis et les Frères Coen. Ainsi, ces derniers ont dû, pendant des années, se répartir les crédits, endossant ensemble le crédit de la production mais Ethan endossant le crédit du scénario et Joel celui de la réalisation, jusqu'en 2004 avec leur film Ladykillers, alors même qu'ils ont travaillé de concert dans les trois domaines sur tous leurs films. Étant donné cette règle, par exemple, pour le film Sin City, la DGA n'a pas voulu reconnaître en tant qu'« équipe » de réalisation le tandem Robert Rodriguez et Frank Miller : de ce fait, Rodriguez a dû quitter le syndicat pour pouvoir codiriger le film avec Miller et permettre à ce dernier d'être crédité comme coréalisateur.
La DGA délivre chaque année les Directors Guild of America Awards, qui constituent un événement du cinéma américain récompensant des longs et courts métrages de la télévision et du cinéma. Parmi les grands gagnants, figurent notamment Francis Ford Coppola, Tarsem Singh, Carol Reed, Sydney Pollack, Mel Gibson, Bob Fosse, Steven Spielberg, Ron Howard, Ang Lee, Steven Soderbergh ou Roman Polanski.

## Présidents de la Directors Guild

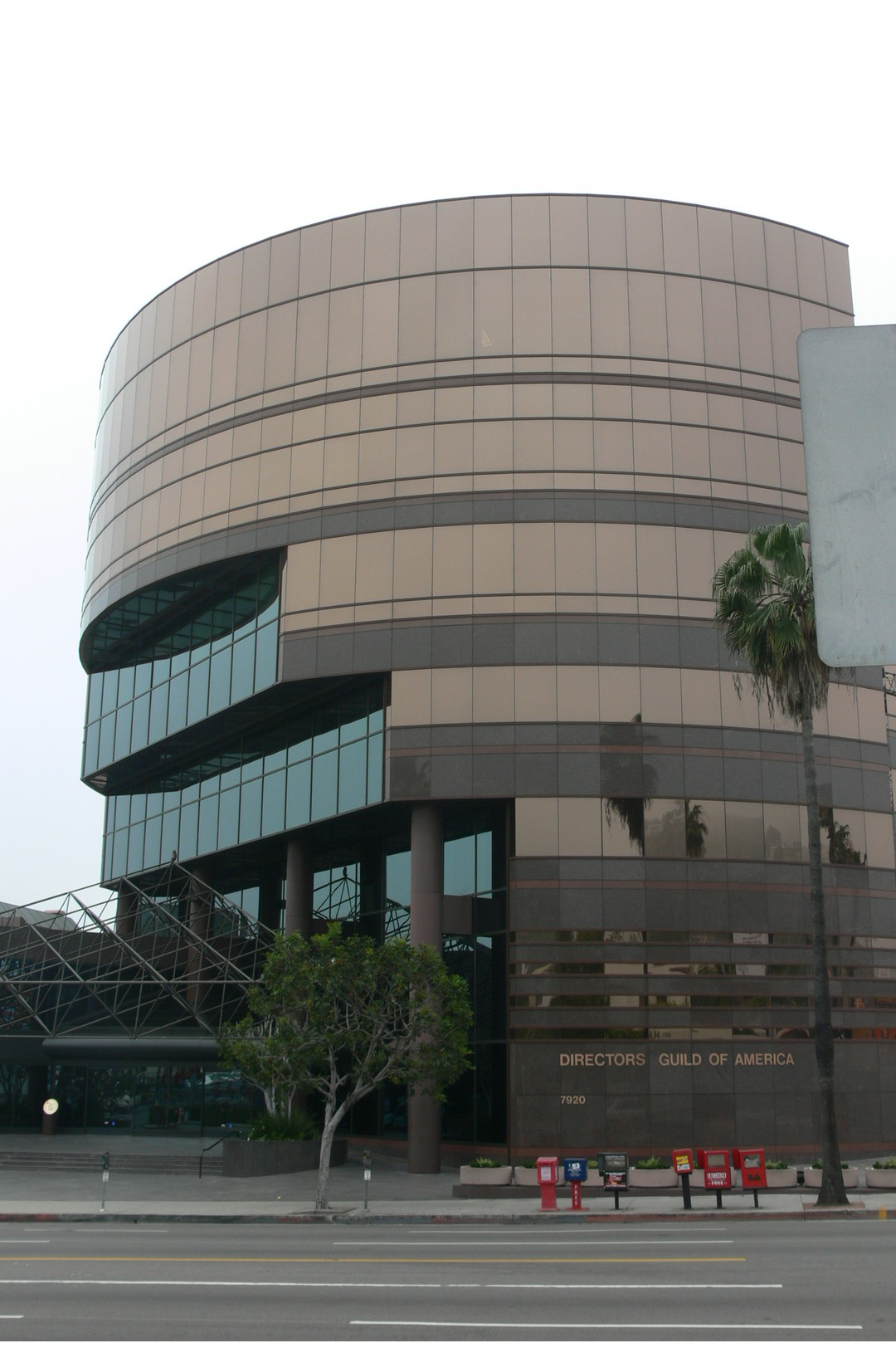
La Directors Guild of America en Californie.

- King Vidor (1936-1938)
- Frank Capra (1939-1941)

- George Stevens (1941-1943)
- Mark Sandrich (1943-1944)
- John Cromwell (1944-1946)
- George Marshall (1948-1950)
- Joseph L. Mankiewicz (1950-1951)
- George Sidney (1951-1959)
- Frank Capra (1960-1961)
- George Sidney (1961-1967)
- Delbert Mann (1967-1971)
- Robert Wise (1971-1975)
- Robert Aldrich (1975-1979)
- George Schaefer (1979-1981)
- Jud Taylor (1981-1983)
- Gilbert Cates (1983-1987)
- Franklin J. Schaffner (1987-1989)
- Gene Reynolds (1993-1997)
- Jack Shea (1997-2002)
- Martha Coolidge (2002-2003)
- Michael Apted (2003-2009)
- Taylor Hackford (2009-2013)
- Paris Barclay (2013-2017)
- Thomas Schlamme (depuis 2017)